# Атриум (театр)
«Атриум» (англ. Atrium Theater) — русский репертуарный драматический театр.
Основан 13 января 2001 года в Чикаго, США. В этот день был сыгран первый спектакль театра — комедия Григория Горина «Феномены». 
Основателями театра «Атриум» стали Вячеслав Каганович и Евгений Колкевич. Они в дальнейшем и стали руководителями театра. 
Для постановок своих спектаклей театр приглашает российских режиссёров. С «Атриумом» сотрудничали Артур Офенгейм, Андрей Тупиков, Валерий Белякович, Наталья Андреева.
С 2001 по 2021 год в «Атриуме» было поставлено 16 спектаклей. Театр неоднократно выезжал на гастроли (в Сент-Луис, Цинциннати, Детройт, Миннеаполис, Шампейн, Милуоки). В 2008 году гастролировал в Москве.
Многие годы театр приглашает на спектакли англоязычного зрителя. Специальная аппаратура, приобретённая театром, позволяет смотреть спектакли в режиме синхронного перевода.
В 2011 году театр «Атриум» отметил свой 10-летний юбилей.
В 2011 году театр покинул Вячеслав Каганович и создал театр-студию, которая получила название “By The Way”.

## Репертуар

### Современная драматургия
- «Феномены» Г. Горина 2001 год
- «Ловушка» Р. Тома 2001 год
- «Номер 13, или Безумная ночь» Р. Куни 2004 год
- «Ужин дураков» Ф. Вебера 2006 год
- «Слуги Фемиды» по повести Ф. Дюрренматта «Авария» 2007 год
- «За сценой не шуметь!» М. Фрейн 2009 год
- «Гадалка» Г. Камаровская 2010 год
- "Лилит или Ева" Александр Фрейман 2011 год
- «Клинический случай» Р. Куни 2012 год
- «Убить старушку» Джон Патрик  2013 год

### Классика
- «Поминальная молитва» Г. Горина по повести Шолом-Алейхема 2002 год
- «Женитьба» Н. В. Гоголя 2003 год
- «Трактирщица» К. Гольдони 2006 год
- «Лехаим» новая версия «Поминальной молитвы» 2011 год

### Музыкально-поэтический театр
- Фантазии на темы песен Б. Окуджавы «Посвящается Вам!» 2004 год

### Музыкальный спектакль
- «Молдаванка, Молдаванка» по мотивам произведений Исаака Бабеля, музыка А. Журбина 2008 год